# Morning Again
Morning Again ist eine US-amerikanische Hardcore-Band aus Fort Lauderdale (Florida), die von 1995 bis 1999 aktiv war und sich 2010 wiedervereinigte. Als „eine der innovativsten, originellsten und gleichzeitig unbekanntesten Bands der Hardcore-Szene“ gilt Morning Again als einer der Vorreiter eines später unter der Bezeichnung „Metalcore“ bekannt gewordenen und breitere Hörerschichten erreichenden Subgenres.

## Bandgeschichte
Die im Dezember 1995 durch John Wylie gegründete Straight-Edge-Band bezog klar Stellung in politischen Fragen, stellte sich gegen jegliche Art von organisierter Religion und transportierte in ihren Texten offen ihre Überzeugungen bezüglich Veganismus und Antimilitarismus.
Morning Again verstand sich als ausgesprochene Live-Band, die zu Beginn ausdauernd in Nordamerika auf Tour war, um ihre textlichen Inhalte einem möglichst breiten Publikum näherzubringen. Schon 1997 war die Band mit ihrem seit der Split-EP mit Shoulder neuen Sänger Kevin Ray Byers nach ihrer über Good Life Recordings veröffentlichten EP Martyr als Vorband von Agnostic Front auch in Europa aktiv. Wenige Monate später war Morning Again aufgrund der positiven Reaktionen selbst als Headliner erneut im europäischen Ausland, die Band hatte bis dato mehr als 10.000 Alben verkauft und damit das Interesse verschiedener größerer Plattenfirmen wecken können.
1998 kam mit As Tradition Dies Slowly das erste Album über Revelation Records auf den Markt, das sowohl von Hardcore- als auch Extreme-Metal-Fans enthusiastisch aufgenommen wurde. Zu diesem Zeitpunkt war von der 1996er Urbesetzung nur noch John Wylie dabei, auf allen anderen Positionen gab es mitunter eine ganze Reihe von Wechseln. So ist auf der Splitsingle mit 25 Ta Life (1998) beim Song „Dictation of Beauty“ ein gewisser Joseph Lee Simmons an der Gitarre zu hören, doch schon kurz darauf ist an dieser Position Steve Looker zu finden.
Parallel zur aufgrund interner Streitigkeiten vorgenommenen Auflösung der Band 1999 erschien mit der Compilation The Fallen... The Few That Remain ein letztes Album, bevor zwei Jahre später Eulogy Recordings die ersten beiden EPs zusammenfasst, diese mit Liveaufnahmen ergänzt und das Ganze als Hand of the Martyr wiederveröffentlicht.
Mitglieder der Band waren teilweise auch bei Culture aktiv, andere verließen Morning Again für As Friends Rust und Dead Blue Sky. Anfänglich war Damien Moyal, der ursprüngliche Sänger von Shai Hulud, Teil von Morning Again.
Am 11. Dezember 2010 spielte die Band in Miami/Florida ihr Reunion-Konzert.

## Musikalischer Stil
Musikalisch setzte Morning Again weniger auf Up-tempo-, sondern vielmehr auf Midtempo-Stücke, wobei die der Hardcore-Szene entsprungene Band viele metallastige Riffs verarbeitete. Dabei variierten die „Visionäre mit Hang zum Originellen“ innerhalb der Songs jedoch stark und immer wieder erklingende akustische Gitarren setzten einen Kontrapunkt zum sonst eher aggressiven Sound.
Das Debüt Hand of Hope, das noch Emocore-Einflüsse aufweist, schwankt zwischen „Groove und Raserei“ und ist durch die eingestreuten klaren Gesänge ein für den Hardcore überdurchschnittlich vielschichtiges Werk. Später achtete die Band noch mehr auf Details in ihrer Musik und baute kleine Melodielinien ein, die neben Mosh- und Blast-Anteilen zu finden sind.

## Diskografie
- 1996: The Cleanest War (EP, Conquer The World Records)
- 1996: Morning Again (EP, Intention Records)
- 1996: Hand of Hope (EP, Good Life Recordings)
- 1997: Split-Album mit Shoulder (Moo Cow Records)
- 1997: My Statement of Life in a Dying World (EP, Immigrant Sun Records)
- 1997: Martyr (EP, Good Life Recordings)
- 1998: Split-Album mit 25 Ta Life (Good Life Recordings)
- 1998: As Tradition Dies Slowly (Revelation Records)
- 1999: To Die a Bitter Death (EP, Immigrant Sun Records)
- 2000: The Fallen... The Few That Remain (Compilation, Eulogy Recordings)
- 2002: Hand of the Martyr (Compilation, Eulogy Recordings)
- 2018: Survival Instinct (EP, Revelation Records)
- 2022: Borrowed Time (EP, Revelation Records)